# Waylon Francis
Waylon Dwayne Francis Box (Puerto Limón, 1990. szeptember 20. –) Costa Rica-i válogatott labdarúgó, jelenleg a Columbus Crew játékosa.

## Fordítás
Ez a szócikk részben vagy egészben  a   Waylon Francis című angol Wikipédia-szócikk fordításán alapul.  Az eredeti cikk szerkesztőit annak laptörténete sorolja fel. Ez a jelzés csupán a megfogalmazás eredetét és a szerzői jogokat jelzi, nem szolgál a cikkben szereplő információk forrásmegjelöléseként.